# 蘭基爾

蘭基爾（西班牙語：Ránquil），是智利的城鎮，位於該國中部比奧比奧大區的紐布萊省，始建於1902年7月31日，面積248.3平方公里，海拔高度41米，2012年人口5,762人，人口密度每平方公里23人。
36°36′12″S 72°32′35″W / 36.60333°S 72.54306°W